# Pallotyńskie Liceum Ogólnokształcące im. Stefana Batorego w Lublinie
Pallotyńskie Liceum Ogólnokształcące im. Stefana Batorego w Lublinie – liceum ogólnokształcące w Lublinie, funkcjonujące z przerwami w latach 1906–1948 i 1989–2019.

## Historia
Szkoła rozpoczęła działalność w 1906 roku, na fali strajków z 1905, pod nazwą „Szkoła Lubelska”, i początkowo zajmowała budynki mieszczące się przy ul. Żmigród 3 i Królewskiej 11. W roku 1910 rozpoczęto budowę nowego gmachu przy ul. Powiatowej 11 (współcześnie ul. Spokojna 1, gdzie znajduje się Collegium Iuridicum KUL). W 1914 siedzibę szkoły zajęło wojsko rosyjskie, zaś działalność została przeniesiona do domów prywatnych – do budynku przy ul. Powiatowej 11 szkoła powróciła w październiku 1918 roku. Dnia 1 września 1934 r. szkole nadano nazwę „Prywatna Męska Szkoła Średnia Ogólnokształcąca im. Stefana Batorego”. Po wybuchu II wojny światowej ostatnie zajęcia lekcyjne odbyły się 11 listopada 1939 r. – gmach szkoły został zajęty, zaś profesorowie aresztowani. Szkoła wznowiła działalność w 1944 roku, jednak już w 1948 uznano ją za „reakcyjną” i zamknięto.
O powrocie do tradycji Prywatnego Męskiego Gimnazjum im. Stefana Batorego zdecydowano w 1989 roku – szkołę reaktywowano jako „Pierwsze Społeczne Liceum Ogólnokształcące im. Stefana Batorego” w dniu 24 sierpnia 1990 r. Pierwszą tymczasową siedzibą został prywatny budynek przy ul. Staszica 14. W 1991 roku liceum zostało przeniesione do domu parafialnego przy kościele Księży Pallotynów, mieszczącego się przy al. Warszawskiej 31. 28 października 1995 szkoła zmieniła nazwę na „Pallotyńskie Liceum Ogólnokształcące im. Stefana Batorego”, co było związane z przekazaniem placówki Stowarzyszeniu Apostolstwa Katolickiego. W 1999 działalność rozpoczęło Pallotyńskie Gimnazjum im. Stefana Batorego.
Wskutek reformy systemu oświaty z 2017 roku placówka została przekształcona w Publiczną Szkołę Podstawową im. św. Wincentego Pallottiego – liceum i gimnazjum uległy wygaśnięciu i ostatecznie przestały istnieć w 2019 roku.

## Rankingi
W ostatnich latach istnienia liceum zajmowało następujące miejsca w rankingach miesięcznika Perspektywy:
- 2014: 80. miejsce w kraju, 5. miejsce w woj. lubelskim (Złota Szkoła)[4],
- 2015: 75. miejsce w kraju, 5. miejsce w woj. lubelskim (Złota Szkoła)[5],
- 2016: 78. miejsce w kraju, 5. miejsce w woj. lubelskim (Złota Szkoła)[6],
- 2017: 70. miejsce w kraju, 4. miejsce w woj. lubelskim (Złota Szkoła)[7],
- 2018: 25. miejsce w kraju, 1. miejsce w woj. lubelskim (Złota Szkoła)[8],
- 2019: 26. miejsce w kraju, 2. miejsce w woj. lubelskim (Złota Szkoła)[9],
- 2020: 120. miejsce w kraju, 7. miejsce w woj. lubelskim (Złota Szkoła)[10].

## Znani absolwenci
- Jan Arnsztajn – lekarz, działacz sportowy i niepodległościowy[2]
- Stanisław Czechowicz – dziennikarz, publicysta, brat Józefa Czechowicza[2]
- Jan Kiełłpsz (1900–1920) – działacz niepodległościowy